# José María Vitier
José María Vitier (* 7. Januar 1954 in Havanna) ist ein kubanischer Komponist, Dirigent und Pianist.
Der Sohn der Dichter Cintio Vitier und Fina García Marruz und jüngere Bruder des Komponisten und Gitarristen Sergio Vitier (1948–2016) war ab 1962 Schüler von Cecilia Echevarría und ab 1965 von Margot Rojas Mendoza. Von 1968 bis 1975 studierte er am Conservatorio Amadeo Roldán bei César López. Ab 1975 unterrichtete er an der Musikschule von Matanzas. 1977 schloss er sich als Komponist und Pianist der Grupo Sintesis an und wurde Professor an der Escuela Nacional de Arte.
Als Klavierbegleiter der Geigerin Rosa María Estrada nahm Vitier 1979 am Festival Flagge für den Frieden in Bulgarien teil. 1983 gründete er eine eigene Gruppe, der der Geiger Lázaro González, der Bassist und Gitarrist Nicolás Sirgado sowie die Perkussionisten Miguel A. Rodríguez, Eugenio Osorio und Antonio Carreras angehörten. Mit dieser Gruppe trat er in den Folgejahren bei Festivals u. a. in der DDR, Mexiko, den USA, Venezuela, Kanada und Frankreich auf.
Für seine Musik zu Constante Diegos Film Mascaró, el cazador americano wurde Vitier 1992 mit dem Premio Choral ausgezeichnet. 1993 gab er im kanadischen Glenn Gould Theatre Konzerte mit der Saxophonistin Jane Bunnett, dem Kontrabassisten Carlos del Puerto und dem Pianisten Frank Emilio Flynn, darauf trat er beim Festival Cervantino in Mexiko mit der Sängerin Miriam Ramos und Carlos del Puerto auf.
1994 unternahm er mit Pablo Milanés eine Konzertreise nach Spanien. Im gleichen Jahr wurde er für seine Musik zu dem oscarnominierten Film Fresa y chocolate von Tomás Gutiérrez Alea und Juan Carlos Tabío mit dem Premio Pananbí ausgezeichnet. 1995 fungierte er als Juror beim Zweiten Internationalen Klavierwettbewerb in Ciudad Juárez. Seine Alben Salmo de las Américas und Canciones del buen amor wurden 2000 bzw. 2002 für einen Grammy nominiert. 2017 stellte er bei einem Konzert im Pariser Instituto Cervantes unter der Überschrift Tarde en La Habana eine Auswahl seiner erfolgreichsten Kompositionen vor.

## Werke
- Tema para Silvia für Klavier, 1974
- José Adrián für Klavier, 1974
- Mediopunto für Klavier, 1977
- Trío für Flöte, Cello und Klavier, 1977
- En las horas de riesgo y de combate für Stimme und Klavier (Text: José Martí), 1978
- Bolero de trova für Klavier, 1978
- Variaciones für Violine und Klavier, 1978
- En silencio ha tenido que ser für Klavier, 1979
- Riesgo für Flöte, Kontrabass, Perkussion und Klavier, 1979
- Añoranza für Synthesizer, Kontrabass, Trommeln und zwei Klaviere, 1979
- Despedida für Oboe, Kontrabass, Perkussion und Klavier, 1979
- Julito el pescador für Flöte, Gitarre, Tres, Kontrabass, Perkussion und Klavier, 1979
- El héroe für zwei Flöten, Kontrabass, Synthesizer und Klavier, 1979
- Rebeldía für Flöte, zwei Gitarren, Kontrabass, Trommeln und Holzblock, 1979
- Son dos für zwei Gitarren, zwei Flöten, Kontrabass, Perkussion und Klavier, 1979
- Domingo für Flöte und Klavier, 1979
- Tema de María Fernanda für Klavier und Oboe, 1979
- Evasión für Sinfonieorchester, 1979
- La Soledad für Flöte, vier Celli, Kontrabass, Synthesizer und Trommeln, 1980
- Balada para un combate für Flöte, Kontrabass, Synthesizer, Perkussion, und Klavier, 1980
- Visión interior, für Gitarre, Streicher und Holzbläser, 1980
- En las entrañas für Sinfonieorchester, 1980
- Para empezar a vivir für Sinfonieorchester, 1980
- Tu verdadero rostro für Sinfonieorchester, 1980
- Intimidad für Violine und Klavier, 1980
- Por el mismo camino für Sinfonieorchester, 1982
- El corazón sobre la tierra für Streicher und Holzbläser, 1983
- Despegue y Una nueva aurora für Synthesizer, 1983
- Opening I y II, für Streichquartett, Flöte, Saxophon, Synthesizer, Perkussion, Trommeln und Klavier, 1984
- Ludwig, für Streichquartett, Flöte, Saxophon, Synthesizer, Perkussion, Trommeln und Klavier, 1985
- Tres encuentros, für Streichquartett, Flöte, Saxophon, Synthesizer, Perkussion, Trommeln und Klavier, 1985
- Barrock, für Streichquartett, Flöte, Saxophon, Synthesizer, Perkussion, Trommeln und Klavier, 1985
- Balada y rito, für Streichquartett, Flöte, Saxophon, Synthesizer, Perkussion, Trommeln und Klavier, 1985
- Tesoro azul, für Streichquartett, Flöte, Saxophon, Synthesizer, Perkussion, Trommeln und Klavier, 1985
- Acerca de una canción antigua, für Streichquartett, Flöte, Saxophon, Synthesizer, Perkussion, Trommeln und Klavier, 1985
- Del lado del deber für Synthesizer,1985
- Ellos heredarán la tierra, für Streichquartett, Flöte, Saxophon, Synthesizer, Perkussion, Trommeln und Klavier, 1986
- Varias formas de esperar für Flöte, Trompete, elektrische Gitarre, Synthesizer, Kontrabass, Perkussion und zwei Klaviere, 1986
- Pasatiempo, für Streichquartett, Flöte, Saxophon, Synthesizer, Perkussion, Trommeln und Klavier, 1986
- Dime sí, Señales en la vía, für Streichquartett, Flöte, Saxophon, Synthesizer, Perkussion, Trommeln und Klavier, 1986
- Rondó, für Streichquartett, Flöte, Saxophon, Synthesizer, Perkussion, Trommeln und Klavier, 1986
- Diálogos, für Streichquartett, Flöte, Saxophon, Synthesizer, Perkussion, Trommeln und Klavier, 1986
- El corazón sobre la tierra, für Streichquartett, Flöte, Saxophon, Synthesizer, Perkussion, Trommeln und Klavier, 1986
- Isabel, für Streichquartett, Flöte, Saxophon, Synthesizer, Perkussion, Trommeln und Klavier, 1986
- Te seré fiel für Klavier, Streicher und Holzbläser, 1986
- Resplandor für Sinfonieorchester, 1986
- Tango del nuevo pueblo viejo für Streichquartett, Flöte, Saxophon, Synthesizer, Perkussion, Trommeln und Klavier, 1988
- Vuelo real für Sinfonieorchester, 1988
- Milagros für Synthesizer, 1988
- Milagro de la flor für Violine und Klavier, 1988
- Vals de la Casa Dorada für Sinfonieorchester, 1989
- Caleidoscopio für Klavier, 1989
- Balada del amor adolescente für Klavier, 1989
- Rondó für Klavier und Synthesizer, 1989
- Nurami  für Synthesizer, 1989
- Día y noche für Synthesizer,1989
- Adagio für Synthesizer, 1990
- Tango con historia für Klavier und Synthesizer, 1991
- Contradanza núm. 1 für Klavier, 1991
- Contradanza núm. 2 für Klavier, 1991
- Contradanza núm. 3 («Contradanza de fin de siglo»)für Klavier, 1992
- Contradanza núm. 4 («Fuera del baile») für Klavier, 1992
- Preludio de Sofía (tema de Sofía) für Klavier, 1992
- Paloma de la tarde für Klavier, 1992
- Concierto campestre für Sinfonieorchester, 1992
- Tango del desierto für Violine, Harfe, Gitarre, Harmonika und Klavier, 1992
- Cortesanas I y II für Violine, Cello, Claves, Flöte, Kontrabass und Klavier 1992
- Ojos negros für Stimme, Synthesizer und Klavier (Text: Juan B. Ubago), 1992
- Raíces ocultas für Klavier und Synthesizer, 1992
- Cartas de Esteban für Klavier und Synthesizer, 1992
- Carlos en la casa de Madrid für Klavier und Synthesizer, 1992
- Entrada en La Habana für Klavier und Synthesizer, 1992
- Brindis de Esteban für Klavier und Synthesizer, 1992
- Vals del circo für Synthesizer, 1992
- Samba del circo für Synthesizer, 1992
- Volanta campiña für Synthesizer, 1992
- Danza de la guillotina für Synthesizer, 1992
- Piratas für Synthesizer, 1992
- Exploración submarina für Synthesizer, 1992
- Barco que va a Cayena für Synthesizer, 1992
- Tango apach für Violine und Klavier, 1992
- Tema con fliscornio für Synthesizer, 1993
- Tema de Diego con oboe für Synthesizer, 1993
- Acecho für Synthesizer, 1993
- Vidriera für Synthesizer, 1993
- Pizzicato librería für Synthesizer, 1993
- Tema de Marina Soledad für Klavier und Synthesizer, 1993
- Se dice cubano für Stimme und Klavier (Text: José Martí), 1993
- Llama de amor viva für Stimme, Klavier und Kontrabass (Text: San Juan de la Cruz), 1993
- Ilusión de realidad für Stimme, Synthesizer und Klavier (Text: Silvia Rodríguez Rivero), 1993
- Tengo miedo de perder la maravilla für Stimme, Synthesizer und Klavier (Text: Federico García Lorca), 1993
- Por un campo florido, für Stimme, Synthesizer und Klavier (Text: José Martí), 1993
- Contradanza núm. 5 («Juego de muchachos») für Klavier, 1993
- Fresa y chocolatefür Klavier, 1994
- El aire que te rodea für Stimme, Synthesizer und Klavier (nach eigenem Text), 1994
- Bastos y espadasfür Stimme, Synthesizer und Klavier, 1995
- Cine de barrio für Gitarre, Synthesizer, Vokalise und Klavier, 1995
- Pequeña oración für Klavier, 1995
- Fugado y son montuno Für Klavier, 1995
- El manisero se fue für Klavier, 1995
- Danzón imaginario für Klavier, 1995
- Fugado y son montuno für Klavier und Perkussion, 1995
- Palabras en la calle für Klavier und Perkussion, 1995
- Balada y rito für Klavier und Perkussion, 1995
- Contradanza núm. 1 für Klavier und Perkussion, 1995
- Tema de amor de Mercedes für Klavier und Synthesizer, 1995
- Danzón imaginario für Violine und Klavier, 1995
- Miradas furtivas für Violine und Klavier, 1995
- Sexy sax für Tenorsaxophon, Klavier, elektrische Gitarren, Kontrabass, Trommeln und Synthesizer, 1996
- Rumba del salón México für Jazzband, 1996
- De La Habana a Santiago für Jazzband, 1996
- Calentando la pista für Jazzband, 1996
- Caleidoscopio für Klavier und Perkussion, 1996